# Rolando Jiménez Machorro
Rolando Jiménez Machorro (1961-) es un botánico mexicano.
Es especialista en flora Neotropical con énfasis en la familia de las orquídeas.

## Publicaciones parciales

### Libros
- Graciela Calderón Díaz Barriga, Rolando Jiménez Machorro. 1998. Flora del Bajío y de regiones adyacentes: Familia Orchidaceae, Tribu Maxillarieae. Ed. Instituto de Ecología. 83 pp. ISBN 9687863374

- La abreviatura «R.Jiménez» se emplea para indicar a Rolando Jiménez Machorro como autoridad en la descripción y clasificación científica de los vegetales.[1]